# Qezellū
Qezellū (persiska: Qezel Lū, قزللو) är en ort i Iran.   Den ligger i provinsen Östazarbaijan, i den nordvästra delen av landet, 400 km väster om huvudstaden Teheran. Qezellū ligger 1 601 meter över havet och antalet invånare är 372.
Terrängen runt Qezellū är platt åt sydost, men åt nordväst är den kuperad. Qezellū ligger nere i en dal. Runt Qezellū är det ganska glesbefolkat, med 22 invånare per kvadratkilometer. Närmaste större samhälle är Bābā Kandī, 8,0 km nordost om Qezellū. Trakten runt Qezellū består i huvudsak av gräsmarker.